# ألفونسو سيبولفيدا
ألفونسو سيبولفيدا (بالإسبانية: Alfonso Sepúlveda)‏ هو لاعب كرة قدم تشيلي في مركز الوسط، ولد في 3 أبريل 1939 في سانتياغو في تشيلي، وتوفي في 12 أغسطس 2021. لعب مع نادي أونيفرسيداد دي تشيلي.